# صومعة (تخزين)

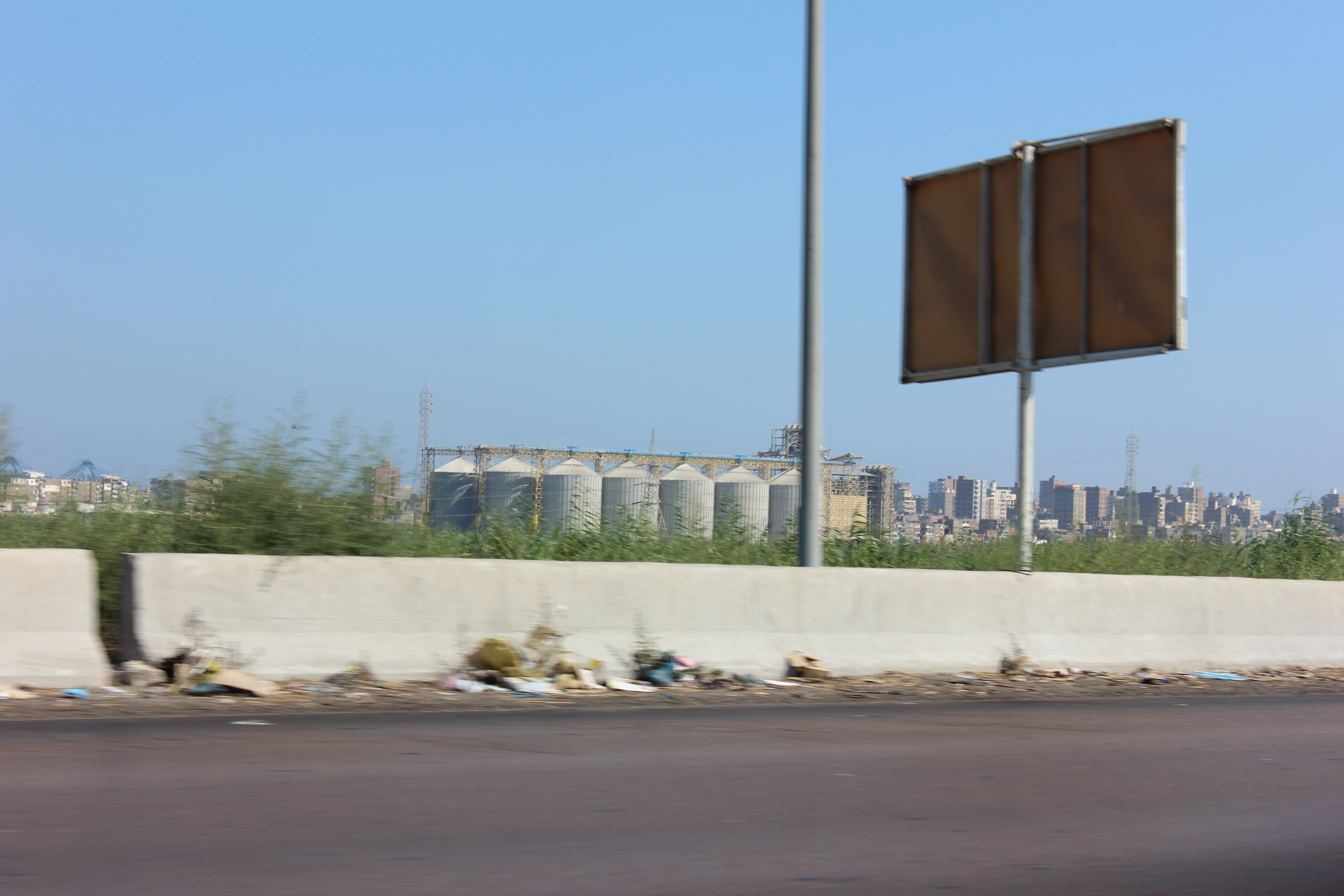
صوامع غلال في الإسكندرية

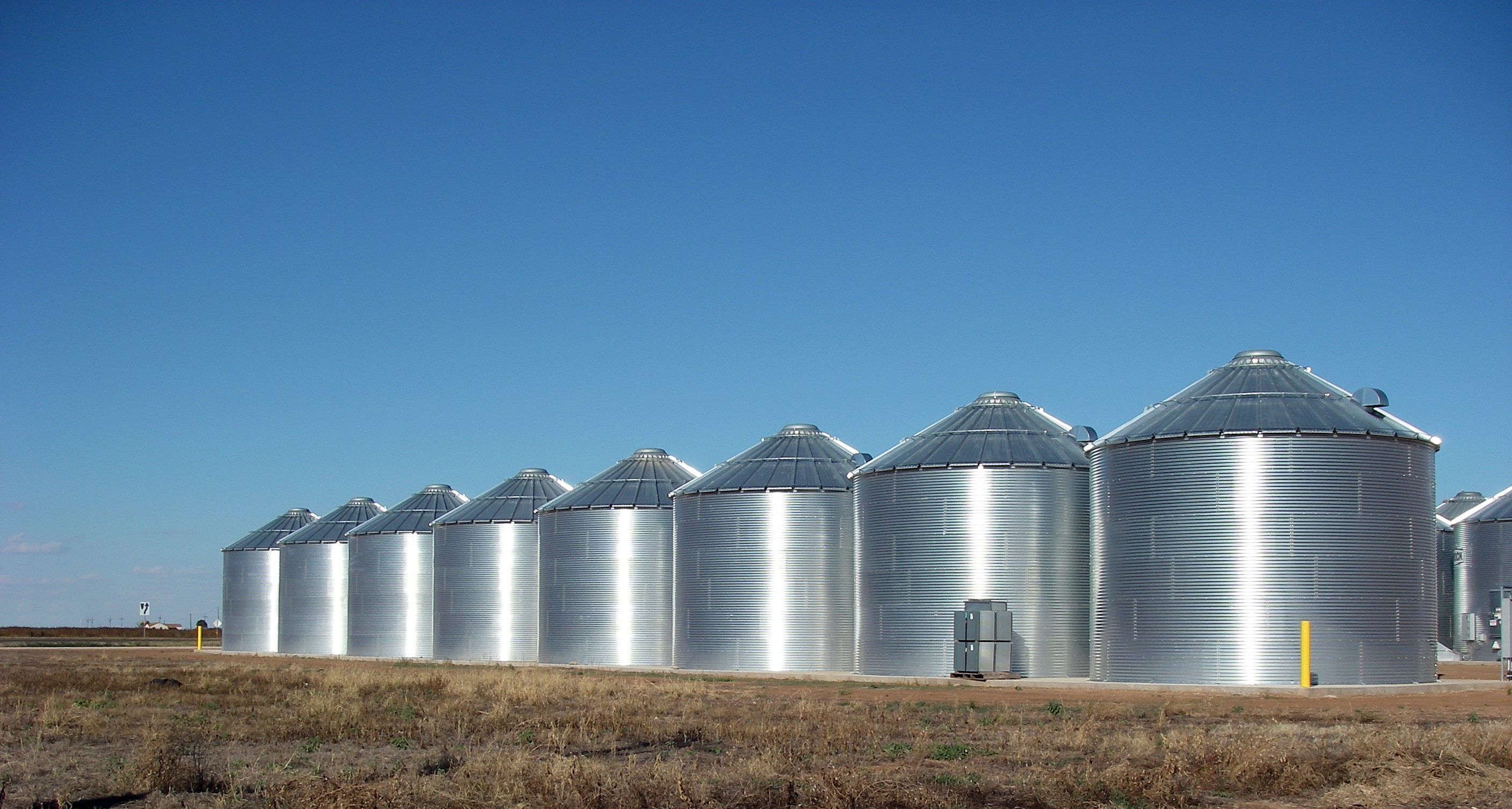
صوامع الغلال في تكساس

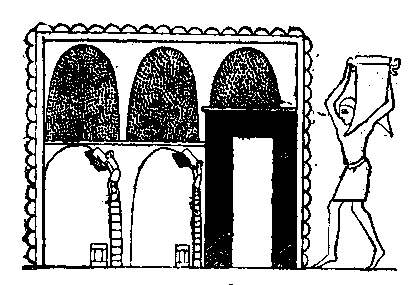
رسم هيروغليفي يبين تخزين حبوب داخل صومعة

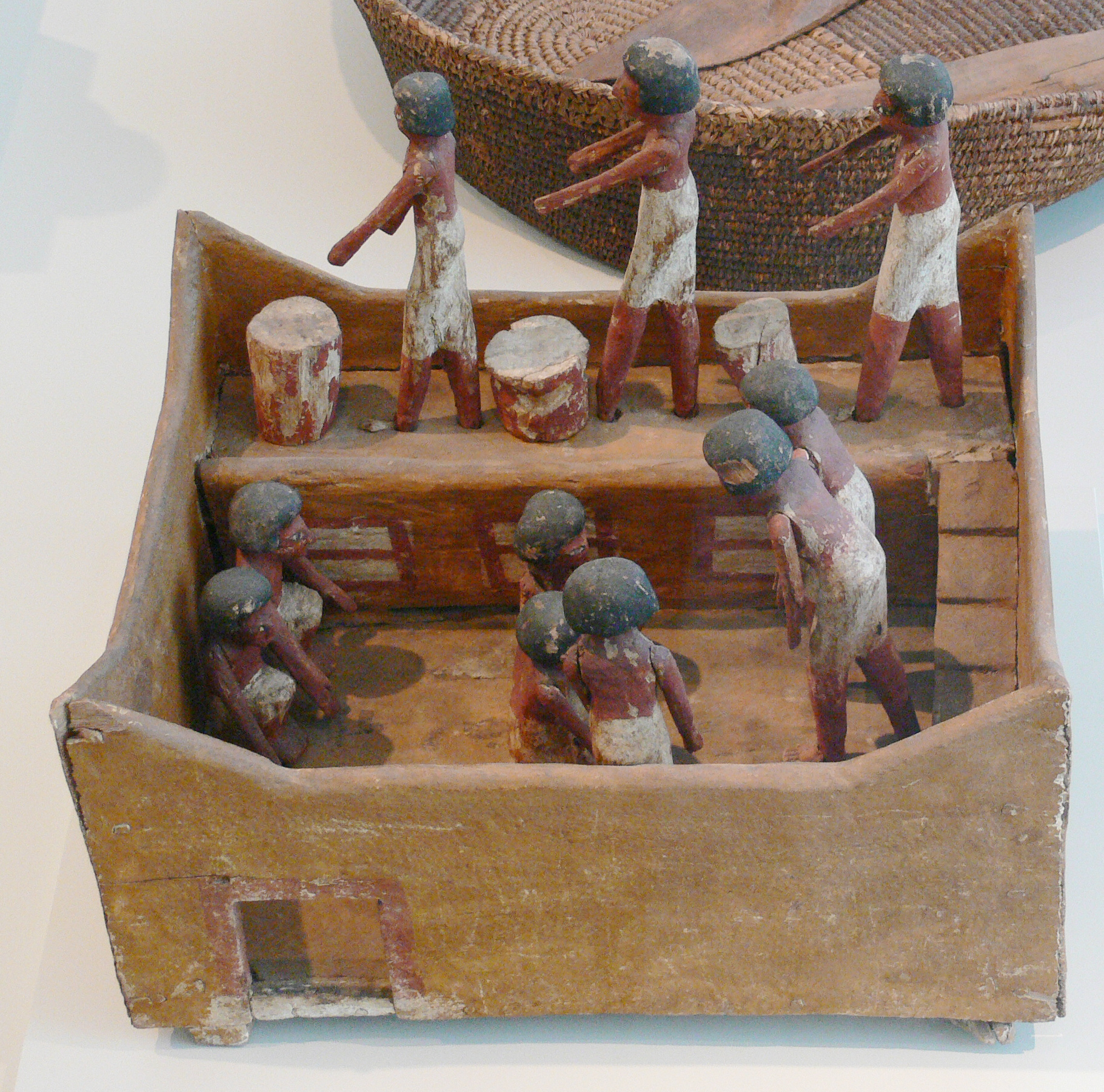
تمثيل خشبي للمصريين القدماء لصومعة غلال ترجع إلى 1800 ق.م.

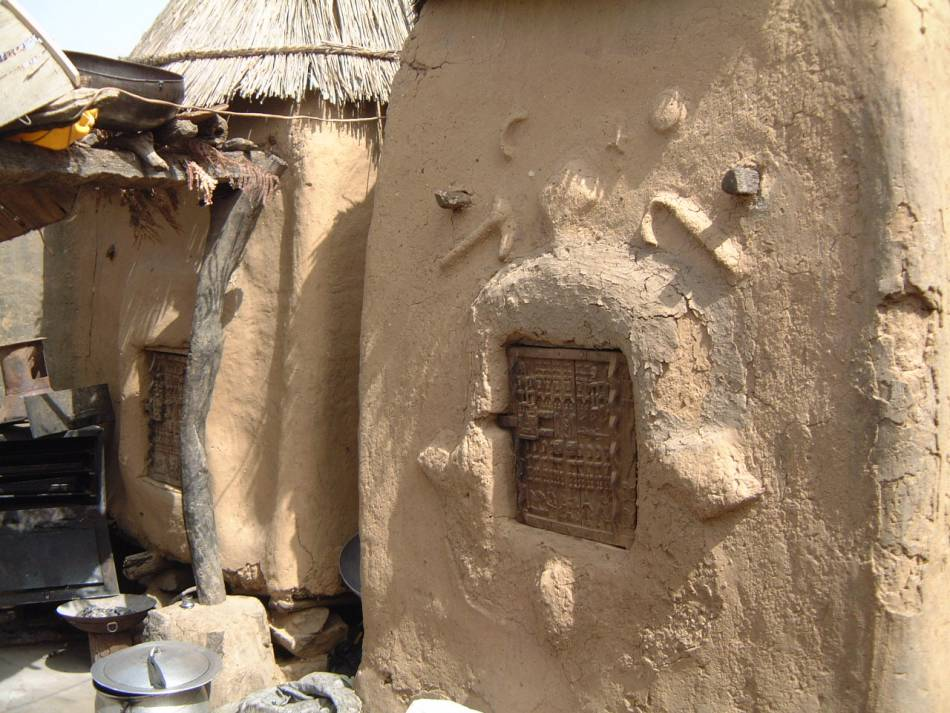
صومعة ترابية لشعب الدوغون بمالي.

الصَوْمَعَة (الجمع: صَوَامِع) أو السَلْوَة أو المطمورة هي مكان لتخزين المواد السائبة، وهي أكثر تطورًا من الشَّوْنَة (الجمع: شُوْنَات، شُوَن) التي تعتبر مخزن مؤقت لها فحسب. الصومعة هي مبنىً مجهز لتخزين الحبوب وتحميلها وتفريغها قبل بيعها أو استعمالها، كما توجد صوامع لتخزين سوائب من الفحم والأسمنت وأسود الكربون ورقائق الخشب والمنتجات الغذائية والنُّشَارة. توجد الصوامع عادةً في المزارع والطواحين ومحطات السكة الحديدية والموانئ وتخزن فيها الحبوب كالشعير والقمح فهي أهم أنواع مخازن الحبوب في العصر الحديث.

## الأنواع
يوجد نوعان رئيسيان من الصوامع:

### مسطحة
الصوامع المسطحة كبيرة ذات مبان منخفضة، وتوجد عادة في المزارع، ولا يزيد ارتفاعها عن عشرة أمتار، وفي معظم الأحيان يوجد بها نظام أنابيب لحماية الحبوب من الرطوبة.

### أسطوانية مغلقة
الصوامع الأسطوانية المغلقة عالية المباني وتوجد في المزارع والمطاحن والمرافئ ويمكن أن يبلغ ارتفاعها 30م. وتوجد أكبر الصوامع الأسطوانية في أمريكا الشمالية عند مراكز الشحن البحري الرئيسية كشيكاغو ومدينة كنساس وميسوري في الولايات المتحدة، وخليج ثندر في أونتاريو بكندا. كثير من الصوامع الأسطوانية مجهزة بأرضية معدنية مثقبة تسمح للهواء بالمرور للاحتفاظ بالحبوب خالية من الرطوبة. كما أن الصوامع الأسطوانية متلاصقة غالبا وبجوارها أجهزة ميكانيكية مرتفعة.
توجد في الصوامع الكبيرة العديد من الأجهزة بما في ذلك المجففات والمنظفات والمصنفات والرافعات والناقلات. وتؤدي المجففات إلى بقاء الحبوب خالية من الرطوبة. إذ يسخَّن الهواء في المجففة ويوجه على الحبوب ثم يستعمل الهواء الذي لم يتعرض لعملية تسخين لتبريد الحبوب. فيما المنظفات والمصنفات فتضمن جودة الحبوب. يحصل امتصاص الغبار والقشر أو التبن، ويؤدي التمحيص والاهتزاز إلى التخلص من الحبوب التي لا تكون بالحجم والكثافة المناسبة. بينما بعض الماكينات تستعمل الخلايا الكهروضوئية لعزل الحبوب الفاسدة.
كما تستعمل الرافعات والناقلات لنقل الحبوب. وتحصل حركة الحبوب الرأسية بوساطة الرافعات. من ضمن أكثر الرافعات استعمالا رافعة لها سير كبير متحرك ومربوط به مجموعة من الدلاء. تنقل الحبوب في الدلو إلى ارتفاع عالٍ وتُصب في سلال تخزين. فيما تقوم الناقلات بتحريك الحبوب أُفقيًّا في أنحاء الصومعة، وتسمى رافعة حبوب. وهو مكان تخزين السيلاج أيضاً.

## مادة البناء
بعض الصوامع في مصر «ترابية»، وهو ما يؤدي إلى إهدار نحو 15٪ من القمح المخزن فيها الذي يُستخدم لخبز « العيش البلدي » المدعم